# 12개조

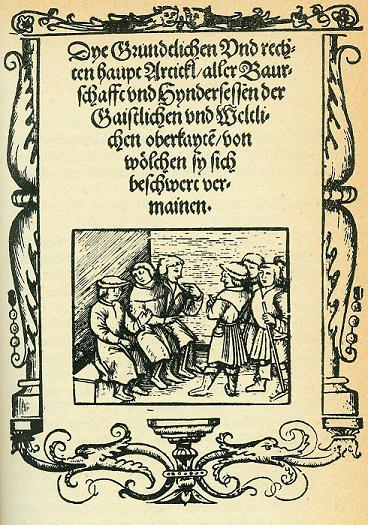
『12개조』 속표지.

『12개조』(독일어: Zwölf Artikel)는 1525년 독일농민전쟁 때 농민들의 요구사항을 정리해 출판한 인쇄물이다. 로마 제국 이래 유럽 대륙에서 처음으로 인권과 시민자유의 개념을 정초했다고 평가받는다. 이 12개조 개혁안을 작성하기 위해 농민군이 모인 장소는 독일 땅에서 최초로 제헌의회가 열린 곳이라고 할 수 있다.
1525년 3월 6일, 슈바벤 동맹의 진압에 대응하기 위한 공통된 입장을 상의하기 위해 상슈바벤 농민들의 대표단 50여명이 메밍겐에 모였다. 어려운 협상 끝에 다음 날 그들은 상슈바벤서약동맹(oberschwäbische Eidgenossenschaft)이라는 기독교 연맹을 선포했다. 농민들은 1525년 3월 15일과 20일 메밍겐에서 다시 회동했고, 약간의 추가 심의 끝에 12개조 개혁안과 동맹령(Bundesordnung)을 채택했다.
슈바벤에서 12개조 개혁안과 동맹령을 채택해 인쇄하기까지 한 것은 특이한 현상이 아니었고, 독일농민전쟁 당시 매우 흔하게 일어난 인쇄술의 선전동원 중 하나였다. 그러나 특히 『12개조』는 그 뒤 2개월간 2만 5000부 이상 인쇄되었는데, 이것은 16세기 당시 기준으로 엄청난 부수였다. 『12개조』 인쇄본은 순식간에 독일 전역으로 확산되었다. 이후 독일농민전쟁 도중에 『12개조』의 내용에 변화가 없었기 때문에, 일부에서는 『12개조』의 내용이 민란을 일으킨 모든 농민들에게 받아들여졌고, 『12개조』를 작성한 메밍겐은 독일 최초의 제헌의회였다고도 한다.

## 내용
1. 설교자는 복음을 인간이 더한 것 없이 간단하고 곧고 맑게 전해야 한다. 참된 신앙을 통해서만 하나님에게 닿는다고 복음에 쓰여 있기 때문이다.
2. 설교자는 큰 십일조(수확한 곡식의 10분의 1을 납부)에서 댓가를 지급받는다. 남은 잉여금은 촌락의 빈자(貧者)를 구제하고 전쟁세를 납부하는 데 사용한다. 작은 십일조(수확한 곡식이 아닌 것의 10분의 1)는 인간이 제정한 십일조이므로 폐지한다. 우리의 주 하나님께서 인류를 위해 가축을 창조하셨기 때문이다.
3. 여태까지 우리를 농노와 같이 취급하는 관습이 있었는데, 그리스도께서는 그 귀중한 보혈로써 목자와 귀족을 모두 구해 주셨으니, 이는 개탄스러운 관습이다. 그러므로 우리는 여기서 자유인임을 선언하며, 자유롭게 남기를 원한다.
4. 빈자는 짐승, 새, 물고기를 사냥할 자격이 없다는 것은 형제애에 어긋나며, 하나님의 말씀과도 어긋난다. 우리 주이신 하나님께서 인간을 창조하실 때, 인간에게 뭇 짐승과, 공중의 새와, 물 속의 고기들을 아무리할 권력을 주셨기 때문이다.
5. 귀족들은 숲을 독차지해왔다. 빈자는 무언가 필요해지면 원가의 두 배로 살 수밖에 없다. 이에 따라, 사들이지 않은 모든 숲(지배자들이 멋대로 도용해간 옛 마을 숲들을 포함한다)은 촌락으로 환원하여 목재와 장작이 필요한 누구나 거기서 자기 필요를 만족할 수 있게 해야 한다.
6. 우리에게 요구되는 과중한 부역의 양은 하루가 다르게 늘어만 간다. 하나님의 말씀에 따라, 그 양은 우리 부모님들이 수행하던 만큼으로 줄어야 한다.
7. 귀족들은 우리가 동의한 것 이상의 부역을 강요해서는 안 된다.
8. 많은 밭이 지대를 감당할 만큼 충분한 생산을 하지 못하고 있다. 정직한 이들이 그 땅들을 감사하여 공정한 지대를 책정해 농군들이 공으로 일하는 일이 없게 해야 한다. 왜냐하면 매일매일의 일은 그 값을 치러야 마땅하기 때문이다.
9. 새로운 벌금을 부과하기 위한 새로운 법령들이 끊임없이 만들어지고 있다. 처벌은 범행에 따라 정해지지 않고 자의적으로 이루어지고 있다. 우리가 생각하기에, 재판은 옛날에 글로 쓰여진 법에 근거하여, 판관의 변덕이 아닌 사안의 성격에 따라 판결하게 해야 한다.
10. 많은 귀족들이 마을 공유지를 도용하고 있다. 우리는 그들이 모든 공유지를 우리에게 돌려주기를 원한다.
11. 사망세를 완전히 폐지하여, 다시는 과부와 고아들이 하나님과 명예에 반하는 강탈을 당하는 수치스러운 일이 없도록 해야 할 것이다.
12. 우리의 결정이자 최종 의견은, 여기에 열거된 조항들 중 하나 이상이 하나님의 말씀과 모순될 경우, 글로 쓰인 말씀에 근거하여 우리에게 설명해 준다면 그 조항을 폐기할 수 있다는 것이다. 만일 어떤 조항이 이미 우리에게 주어졌고 차후에 그것이 부당함이 밝혀진다면 그것은 무효가 될 것이다. 마찬가지로, 여기에 추가 조항이 붙었을 때 그 내용이 하나님의 뜻에 반하거나 다른 사람의 고충을 유발하는 상황이 발생할 경우에도 위와 같이 처리한다.